# Aeroportul Tri-Cities
Aeroportul Tri-Cities (IATA: PSC, ICAO: KPSC, FAA LID: PSC) este un aeroport din Washington, Statele Unite ale Americii ce deservește zona Tri-Cities⁠(d). Aeroportul a fost tranzitat în 2020 de 377.971 de pasageri. A fost numit după zona deservită.
Situat la o altitudine de 125 m, aeroportul dispune de 3 piste.

## Infrastructură

### Piste
Aeroportul dispune de 3 piste: 
- pista 03L/21R din asfalt, cu dimensiunile 7.711 picioare × 150 picioare
- pista 03R/21L din asfalt, cu dimensiunile 4.423 picioare × 75 picioare
- pista 12/30 din asfalt, cu dimensiunile 7.703 picioare × 150 picioare